# 浮想联翩张国荣演唱会
浮想联翩张国荣演唱会于2012年3月1日在香港会议展览中心举行，由MANHATTAN MasterCard支持，由环球唱片旗下众多歌手表演，旨在纪念香港已故歌手张国荣，并发行现场录音专辑《ReImagine Leslie Cheung》。

## 曲目
- 林子祥 - 陪你倒数
- 吴雨霏 - 洁身自爱
- 孙耀威 - 追
- Robynn & Kendy - 同道中人
- 谢安琪 - 我（国语版）
- 关楚耀 - 心跳呼吸正常
- 陈慧琳 - 春夏秋冬
- 刘美君 - 左右手
- 张敬轩 - 红
- 张敬轩 - 想你
- 麦家瑜 - 怨男
- 车婉婉 - 梦死醉生
- 莫文蔚 - 小明星
- 陈奕迅 - 最冷一天（OT：取暖）
- 陈奕迅 - 不如不见
- 钟氏兄弟 - 没有爱
- 林德信 - 寂寞有害
- Swing - 侯斯顿之恋
- Mr. - 怪你过份美丽
- Mr./Swing/林德信 - 大热
- 林忆莲 - 路过蜻蜓
- 黄耀明 - 这么远那么近
- 李克勤 - 梦到内河
- 李克勤 - 风继续吹
- 张国荣+环球群星 - 明星

## 相关资料
1. ↑  演唱会在线观看 的存檔，存档日期2015-09-24.。
2. ↑  陈文妍. . ent.southcn.com.   [2018-02-08]. （原始内容存档于2018-02-09）.
3. ↑  网易. . ent.163.com.   [2018-02-08]. （原始内容存档于2018-02-09）.